# Aurelio González Puente
Aurelio González Puente (Turtzioz, Biscaia, 26 de juliol de 1940) va ser un ciclista basc, que fou professional entre 1964 i 1970. Excel·lent escalador, els seus principals èxits esportius els aconseguí en etapes de muntanya. Guanyà el Gran Premi de la Muntanya del Tour de França de 1968 i del Giro d'Itàlia de 1967. En aquestes dues curses també hi guanyà una etapa.

## Palmarès
- 1966
  - Campió d'Espanya per regions amb Biscaia
  - Vencedor d'una etapa del Dauphiné Libéré
  - Premi de la Muntanya de la Volta a Mallorca
  - Premi de la Muntanya de la Setmana Catalana
- 1967
  - Campió d'Espanya per regions amb Biscaia
  - Vencedor d'una etapa al Giro d'Itàlia i 1r del Gran Premi de la Muntanya
- 1968
  - Vencedor d'una etapa al Tour de França i  1r del Gran Premi de la Muntanya
  - Vencedor d'una etapa a la Volta a Suïssa
- 1969
  - Premi de la Muntanya de la Volta a Suïssa

### Resultats al Tour de França
- 1966. 24è de la classificació general
- 1968. 13è de la classificació general. Vencedor d'una etapa.  1r del Gran Premi de la Muntanya
- 1969. Abandona (5a etapa)
- 1970. 25è de la classificació general

### Resultats a la Volta a Espanya
- 1967. 3r de la classificació general
- 1968. Abandona
- 1969. 25è de la classificació general
- 1970. 11è de la classificació general

### Resultats al Giro d'Itàlia
- 1967. 11è de la classificació general. Vencedor d'una etapa. 1r del Gran Premi de la Muntanya